# Палмови
Вижте пояснителната страница за други значения на Палма.
Палмовите (Arecaceae) са семейство едносемеделни растения. Включва над 200 рода с около 2600 вида. Представителите на семейството са наричани събирателно палми. Повечето са лесно разпознаваеми по големите перести листа, събрани на върха на ствола. За мнозина специфичният силует на палмите е символ на тропиците и се свързва с почивка на екзотично място.
Палмите са култивирани от хилядолетия и са едни от най-добре опознатите и използвани растения на тропиците. Стопанското значение на финиковите (Phoenix), кокосовата (Cocos nucifera), борасовите (Borassus) и ратановите (Calameae) палми включва плодовете и семената като храна, листата и стеблата като строителен материал, при някои видове младите растения се готвят като зеленчук и от стеблата се извлича сладък сок. Други видове са пренесени в умерените ширини и се ползват като стайни растения за украса.

## Подсемейства
- Arecoideae
- Calamoideae
- Ceroxyloideae
- Coryphoideae
- Nypoideae
- Phytelephantoideae

## Разпространение
Палмите са основно разпространени в тропичните пояси и почти всякакъв климат в тях - от сухия пустинен до високата влажност на джунглата. Според описание на Джейсън Дюис, кореспондент на Междунардоното палмово общество (International Palm Society), цитиран от сайта The Conservatory of Flowers, на остров Мадагаскар има повече ендемични видове отколкото в цяла Африка, а в Колумбия може би има най-много видове палми.
Само около 130 вида растат естествено в тропиците и по-оскъдно в субтропичния пояс. Най-далеч на север достига палмата Chamaerops humilis - 44° с.ш. в Южна Франция, поради топлия средиземноморски климат. На юг палмата Rhopalostylis sapida също достига до 44° ю.ш. на островите Чатам благодарение на топлия океан. Най-високо в планините достига Trachycarpus fortunei, която расте по склоновете на Хималаите.

## Други
На палмата е наречена улица в квартал „Горна баня“ в София (Карта).